# Simson Marine Park
Simson Marine Park är en park i Kanada.   Den ligger i Sunshine Coast Regional District och provinsen British Columbia, i den sydvästra delen av landet, 3 600 km väster om huvudstaden Ottawa. Simson Marine Park ligger 61 meter över havet. Den ligger på ön South Thormanby Island.
Terrängen runt Simson Marine Park är kuperad åt nordost, men åt nordväst är den platt. Havet är nära Simson Marine Park åt sydväst. Trakten är glest befolkad. Närmaste större samhälle är Sechelt, 15,1 km öster om Simson Marine Park. 